# An Ideal Husband (toneelstuk)

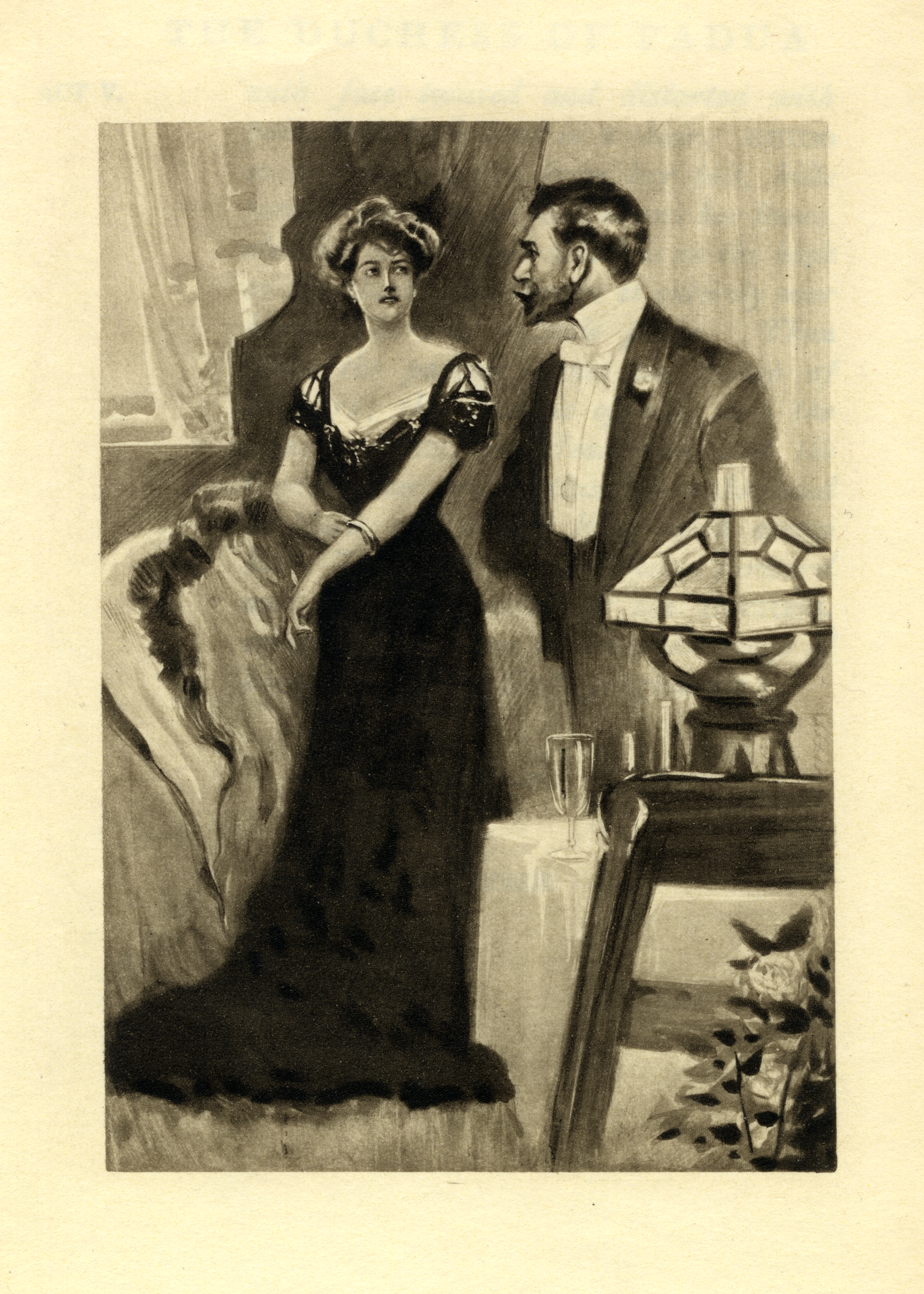
Lord Goring spreekt Mrs. Cheveley aan in verband met een gestolen armband

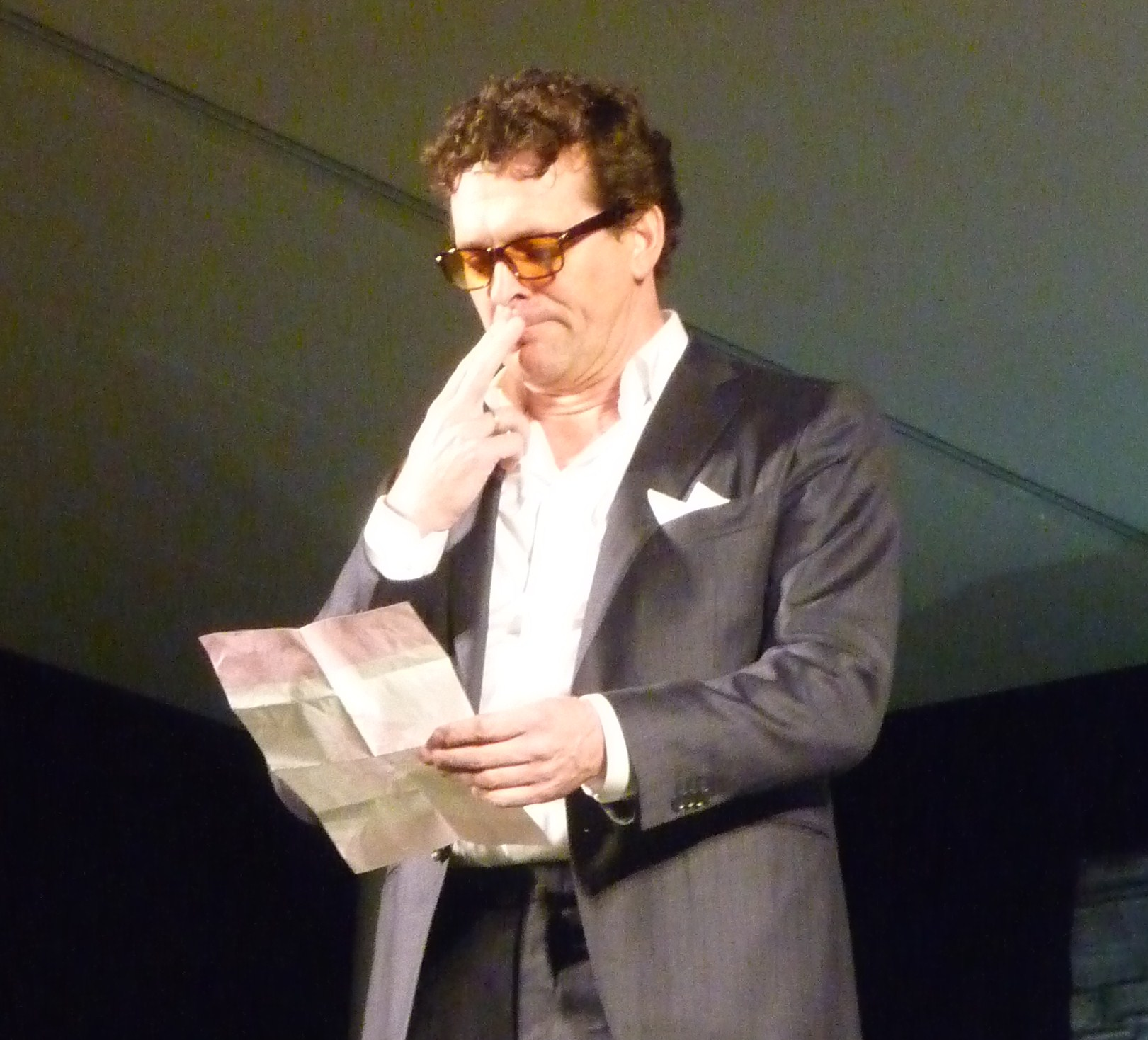
Mark Rietman als Sir Robert Chiltern

An Ideal Husband is een toneelstuk van de Ierse dichter, proza- en toneelschrijver Oscar Wilde. Het was, na Lady Windermere's Fan en A Woman of No Importance, de derde van Wildes succesvolle 'sociale komedies', die nog zou worden opgevolgd door The Importance of Being Earnest. De komedies, veelal met een donker randje, spelen zich steeds af in de Engelse society-kringen.
'An Ideal Husband' is een verhaal rond chantage, wat het gemeen heeft met 'Lady Windermere's Fan'. Andere thema's zijn corruptie, ambitie, macht, liefde en vergeving.
Wilde begon het verhaal eind 1893. Hij trok zich hiervoor terug in een hotel, omdat hij thuis, met zijn twee opgroeiende kinderen, te weinig rust vond. Hier werd hij echter vaak gestoord door zijn jonge vriend Lord Alfred Douglas. Niettemin wist hij het stuk in ongeveer twee maanden te voltooien. De première vond echter pas plaats in 1895, toen het op 3 januari opende in het Londense Haymarket Theater, waar het veel succes liep tot 6 april van dat jaar. Kort daarvoor, op 3 april, begon het proces dat Wilde wegens smaad had aangespannen tegen Lord Queensberry, de vader van Alfred Douglas. Op 5 april stopte Wilde deze actie omdat de zaak zich tegen hem had gekeerd en hij zelf werd aangeklaagd en gearresteerd. Het stilzetten van de opvoeringen van An Ideal Husband had hier echter niet mee te maken. Dit was al eerder aangekondigd aangezien het theater plaats vrij moest maken voor een ander stuk. Het werd overgeplaatst naar een ander theater, waar het slechts twee weken liep, deze keer wel ten gevolge van het schandaal dat was ontstaan wegens het proces tegen de schrijver. Om dezelfde reden vond er in ook New York slechts een beperkt aantal opvoeringen plaats, ondanks het feit dat men Wildes naam had verwijderd uit aankondigingen en programmaboekjes.
Wildes vierde en laatste komedie, tevens de meest succesvolle, 'The Importance of Being Ernest', ging in première op 14 februari in het St James Theatre, terwijl 'An Ideal Husband' nog liep in het Haymarket Theatre.

## Samenvatting
Het toneelstuk telt vier aktes, waarvan de eerste, tweede en vierde zich afspelen in het huis van Lord en Lady Chiltern, en de derde ten huize van Lord Darlington. De gehele actie speelt zich af binnen een tijdspanne van 24 uur.

### Eerste akte
Het verhaal begint met een ontvangst die Sir Robert Chiltern, een succesvol figuur in het Engelse Lagerhuis, en zijn vrouw geven tijdens het Londense society-seizoen. Vele prominente adellijke gasten zijn aanwezig, waaronder Sir Roberts zuster Mabel en Lord Goring, een zeer goede vriend van de familie. Ook aanwezig is Mrs. Cheveley, die ooit samen met de gastvrouw op school heeft gezeten. De twee vrouwen hebben instinctief een hekel aan elkaar. Het is deze Mrs. Cheveley die die avond Sir Robert onder druk zet om in het parlement een positief rapport uit te brengen over een op touw gezet maar frauduleus project voor de aanleg van een kanaal in Argentinië, waarin zij hevig heeft geïnvesteerd. De troef die zij achter de hand heeft is een brief waaruit blijkt dat Sir Robert lang geleden aan Baron Arnheim, een overleden steenrijke minnaar van Mrs. Cheveley, een staatsgeheim heeft verkocht betreffende investeringen in het Suezkanaal, waardoor de Baron via voorkennis enorm kon profiteren en waarvoor hij aan Chiltern een aanzienlijk bedrag betaalde, wat de basis zou vormen voor diens fortuin. Onder dreiging dat zij zijn geheim, waar zelfs Robert Chilterns vrouw niets van weet, zal onthullen bezwijkt hij onder de druk. Zodra Mrs. Cheveley aan Gertrude Chiltern vertelt over het nieuwe standpunt van haar man in deze kwestie is de laatste zeer teleurgesteld in het gedrag van haar man, iemand die zij als onkreukbaar beschouwt en op een hoog voetstuk heeft geplaatst, als 'een ideale echtgenoot'. Zij dringt er bij hem op aan van zijn voornemen tot steun aan het project af te zien. Inmiddels hebben Lord Goring en Mabel een kostbare broche in huis gevonden, die Goring ooit aan iemand cadeau heeft gegeven. Hij steekt het juweel bij zich, in afwachting van iemand die ernaar komt informeren.

### Tweede akte
In de tweede akte vertelt Robert Chiltern aan Lord Goring de waarheid. Deze dringt erop aan dat Robert alles aan zijn vrouw vertelt, maar Robert vreest dat dat het einde van hun huiselijk geluk zal betekenen. Lord Goring vertelt hem dat hij ooit korte tijd verloofd is geweest met Mrs. Cheveley. In een gesprek met Gertrude zegt Goring haar dat ze niet zo star in haar opvattingen zou moeten zijn en zich wat flexibeler zou moeten opstellen. Dan komt Mrs. Cheveley langs om te informeren naar haar verloren broche. In een privégesprek vertelt zij aan Gertrude de waarheid over haar man, waarna de wanhoop bij beide echtelieden toeslaat.

### Derde akte
Lord Goring ontvangt een briefje van Gertrude Chiltern waarin zij vraagt om zijn hulp en goede raad. Het is echter in zodanige bewoordingen gesteld dat het gelezen zou kunnen worden als een liefdesverklaring. Zij kondigt aan bij hem langs te komen. Inmiddels komt Gorings vader langs om een goed gesprek met zijn zoon te voeren en Goring geeft zijn bediende opdracht de dame die op bezoek zal komen in een andere kamer te laten wachten. De vrouw die echter onverwacht arriveert is Mrs. Cheveley, die door de butler nietsvermoedend in de bedoelde kamer wordt toegelaten. Daar ontdekt ze het briefje van Lady Chiltern, dat zij vervolgens ontvreemdt. Later komt de verloren broche ter sprake, die Lord Goring vervolgens tevoorschijn brengt en onwrikbaar om haar arm aanbrengt, zodat zij die niet kan verwijderen. Het blijkt dat Mrs. Chevely de broche ooit heeft gestolen van Lord Gorings nicht. Goring heeft nu de troeven in handen en eist de belastende brief tegen Robert Chiltern op. Zij geeft hem die uiteindelijk. Als even later Robert Chiltren zelf langskomt om zijn vriend te raadplegen, ontdekt hij uiteindelijk de aanwezigheid van zijn vijand. Vermoedend dat het gaat om een kwade opzet tussen de twee verlaat hij woedend het huis. Mrs. Cheveley verlaat ook triomfantelijk het huis, in het bezit van het mogelijk belastende briefje van Gertrude Chiltern.

### Vierde akte
In de laatste akte komen alle complicaties tot een bevredigend slot. Lord Goring vraagt Mabel ten huwelijk, Robert Chiltern heeft in het Lagerhuis het kanaalplan als fraude afgewezen. Er is opluchting over de vernietiging van de belastende brief. Wat resteert is de dreiging van Lady Chilterns briefje aan Lord Goring. Robert Chiltern leest het briefje echter alsof het aan hemzelf gericht is en maakt eruit op dat zijn vrouw hem heeft vergeven. Goring weet te voorkomen dat het echtpaar zich terugtrekt uit het openbare leven, zoals zij zich hadden voorgenomen.
Sir Robert weigert echter toe te stemmen in het huwelijk tussen Goring en zijn zuster, vanwege diens kennelijke contacten met Mrs. Cheveley. Gertrude Chiltern ziet zich nu gedwongen uit te leggen wat er de vorige avond is gebeurd en hoe de brief werkelijk moet worden gelezen, waarna alles naar ieders tevredenheid afloopt.

## Bewerkingen
'An Ideal Husband' is herhaalde malen bewerkt voor radio, televisie en film. Filmproducties waren er in 1947, 1998 en 1999, de laatste met onder anderen Cate Blanchett.
Nobelprijswinnares Elfriede Jelinek heeft in 2011 een bewerking gemaakt met de titel De ideale man. Deze werd ten tonele gebracht door het Nationale Toneel in coproductie met NTGent onder regie van Theu Boermans.